# Weltervikt i grekisk-romersk stil i brottning vid olympiska sommarspelen 1972
Herrarnas brottningsturnering i grekisk-romersk stil i viktklassen weltervikt vid olympiska sommarspelen 1972 avgjordes i Fairgrounds, Judo and Wrestling Hall i München. 

## Medaljörer
| Klass      | Guld                              | Silver                          | Brons                  |
| Weltervikt | Vítězslav Mácha · Tjeckoslovakien | Petros Galaktopoulos · Grekland | Jan Karlsson · Sverige |

## Resultat
Legend
- TF — Vinst genom fall
- IN — Vinst genom att motståndaren skadas
- DQ — Vinst genom passivitet
- D1 — Vinst genom passivitet, vinnaren är också passiv
- D2 — Båda brottarna förlorade på grund av passivitet
- FF — Vinst genom förverkande
- DNA — Anlände inte
- TPP — Totala straffpoäng
- MPP — Matchstraffpoäng

Straff
- 0 — Vinst genom fall, teknisk överlägsenhet, passivitet, skada och förverkande
- 0.5 — Vinst på poäng, 8-11 poängs skillnad
- 1 — Vinst på poäng, 1-7 poängs skillnad
- 2 — Vinst på passivitet,  vinnaren är också passiv
- 3 — Förlust på poäng, 1-7 poängs skillnad
- 3.5 — Förlust på poäng, 8-11 poängs skillnad
- 4 — Förlust genom fall, teknisk överlägsenhet, passivitet, skada och förverkande

### Elimineringsrunda

#### Omgång 1
| TPP | MPP |                            | Poäng |                            | MPP | TPP |
| --- | --- | -------------------------- | ----- | -------------------------- | --- | --- |
| 3   | 3   | Vítězslav Mácha (TCH)      |       | Ivan Kolev (BUL)           | 1   | 1   |
| 4   | 4   | Nestor González (ARG)      | 2:20  | Mehmet Türüt (TUR)         | 0   | 0   |
| 2   | 2   | Werner Schröter (FRG)      |       | Stanisław Krzesiński (POL) | 2   | 2   |
| 4   | 4   | Miklós Hegedűs (HUN)       | 8:36  | Jiichiro Date (JPN)        | 0   | 0   |
| 1   | 1   | Jan Karlsson (SWE)         |       | Marcel Vlad (ROU)          | 3   | 3   |
| 3   | 3   | Gary Neist (USA)           |       | Momir Kecman (YUG)         | 1   | 1   |
| 0   | 0   | Petros Galaktopoulos (GRE) | 1:56  | Constant Bens (BEL)        | 4   | 4   |
| 1   | 1   | Viktor Igumenov (URS)      |       | Franz Berger (AUT)         | 3   | 3   |
| 3.5 | 3.5 | Robert Blaser (SUI)        |       | Eero Tapio (FIN)           | 0.5 | 0.5 |
| 4   | 4   | Klaus Pohl (GDR)           | 5:07  | Daniel Robin (FRA)         | 0   | 0   |

#### Omgång 2
| TPP | MPP |                            | Poäng |                       | MPP | TPP |
| --- | --- | -------------------------- | ----- | --------------------- | --- | --- |
| 3   | 0   | Vítězslav Mácha (TCH)      | 2:31  | Nestor González (ARG) | 4   | 8   |
| 1.5 | 0.5 | Ivan Kolev (BUL)           |       | Mehmet Türüt (TUR)    | 3.5 | 3.5 |
| 4   | 2   | Werner Schröter (FRG)      |       | Miklós Hegedűs (HUN)  | 2   | 6   |
| 3   | 1   | Stanisław Krzesiński (POL) |       | Jiichiro Date (JPN)   | 3   | 3   |
| 2   | 1   | Jan Karlsson (SWE)         |       | Gary Neist (USA)      | 3   | 6   |
| 6   | 3   | Marcel Vlad (ROU)          |       | Momir Kecman (YUG)    | 1   | 2   |
| 2   | 2   | Petros Galaktopoulos (GRE) |       | Viktor Igumenov (URS) | 2   | 3   |
| 8   | 4   | Constant Bens (BEL)        | 1:26  | Franz Berger (AUT)    | 0   | 3   |
| 7.5 | 4   | Robert Blaser (SUI)        | 0:59  | Klaus Pohl (GDR)      | 0   | 4   |
| 2.5 | 2   | Eero Tapio (FIN)           |       | Daniel Robin (FRA)    | 2   | 2   |

#### Omgång 3
| TPP | MPP |                            | Poäng |                       | MPP | TPP |
| --- | --- | -------------------------- | ----- | --------------------- | --- | --- |
| 3.5 | 0.5 | Vítězslav Mácha (TCH)      |       | Mehmet Türüt (TUR)    | 3.5 | 7   |
| 4.5 | 3   | Ivan Kolev (BUL)           |       | Werner Schröter (FRG) | 1   | 5   |
| 7   | 4   | Stanisław Krzesiński (POL) | 8:47  | Jan Karlsson (SWE)    | 0   | 2   |
| 7   | 4   | Jiichiro Date (JPN)        | 8:31  | Momir Kecman (YUG)    | 0   | 2   |
| 3   | 1   | Petros Galaktopoulos (GRE) |       | Franz Berger (AUT)    | 3   | 6   |
| 5.5 | 3   | Eero Tapio (FIN)           |       | Klaus Pohl (GDR)      | 1   | 5   |
| 2   |     | Daniel Robin (FRA)         |       | Bye                   |     |     |
| 3   |     | Viktor Igumenov (URS)      |       | DNA                   |     |     |

#### Omgång 4
| TPP | MPP |                            | Poäng |                       | MPP | TPP |
| --- | --- | -------------------------- | ----- | --------------------- | --- | --- |
| 5   | 3   | Daniel Robin (FRA)         |       | Vítězslav Mácha (TCH) | 1   | 4.5 |
| 5.5 | 1   | Ivan Kolev (BUL)           |       | Jan Karlsson (SWE)    | 3   | 5   |
| 7.5 | 2.5 | Werner Schröter (FRG)      |       | Momir Kecman (YUG)    | 2.5 | 4.5 |
| 3   | 0   | Petros Galaktopoulos (GRE) | 7:23  | Eero Tapio (FIN)      | 4   | 9.5 |
| 5   |     | Klaus Pohl (GDR)           |       | Bye                   |     |     |

#### Omgång 5
| TPP | MPP |                            | Poäng |                       | MPP | TPP |
| --- | --- | -------------------------- | ----- | --------------------- | --- | --- |
| 8   | 3   | Klaus Pohl (GDR)           |       | Vítězslav Mácha (TCH) | 1   | 5.5 |
| 8   | 3   | Daniel Robin (FRA)         |       | Ivan Kolev (BUL)      | 1   | 6.5 |
| 6   | 1   | Jan Karlsson (SWE)         |       | Momir Kecman (YUG)    | 3   | 7.5 |
| 3   |     | Petros Galaktopoulos (GRE) |       | Bye                   |     |     |

#### Sista omgångarna
| TPP | MPP |                            | Poäng |                       | MPP | TPP |
| --- | --- | -------------------------- | ----- | --------------------- | --- | --- |
| 3   | 3   | Petros Galaktopoulos (GRE) |       | Vítězslav Mácha (TCH) | 1   | 1   |